# Labarthe-Rivière
Labarthe-Rivière (em occitano:  Era Barta d'Arribèra) é uma comuna francesa na região administrativa da Occitânia, no departamento do Alto Garona. Estende-se por uma área de 13.65 km², com 1.317 habitantes, segundo o censo de 2018, com uma densidade de 96 hab/km².